# Prosper Duvergier de Hauranne
Prosper Duvergier de Hauranne, född 3 augusti 1798, död 20 maj 1881, var en fransk politiker och författare. Han var son till Jean-Marie Duvergier de Hauranne och far till Ernest Duvergier de Hauranne.
Duvergier de Hauranne började sin bana som medarbetare till François Guizot i Le Globe samt blev konservativ deputerad 1831. Han övergick efter 1837 till vänsteroppositionen och utgav 1838 Des principes du gouvernement représentatif, blev vän till Adolphe Thiers och anhängare samt bidrog 1839 verksam till Louis Mathieu Molés fall. 1847 offentliggjorde Duvergier de Hauranne De la réforme parlementaire et de la réforme électorale. Som skribent och talare var han under Ludvig Filip I:s senare regeringsår en farlig motståndare till kungen och Guizots politik. År 1848 blev han medlem av konstituerande församlingen, 1850 av lagstiftande församlingen. Efter Napoleon III:s statskupp 2 december levde han efter en kort tids fängelse och landsförvisning som privatperson och utgav Historie du gouvernement parlementaire en France, 1814-1848 (10 band, 1857-71). Duvergier de Hauranne blev ledamot av Franska Akademien 1870.